# Shewry Peak
Der Shewry Peak ein 1065 m (nach Angaben des UK Antarctic Place-Names Committee 1050 m) hoher Berg auf der Anvers-Insel im Palmer-Archipel vor der Westküste der Antarktischen Halbinsel. Er markiert das Ende eines felsigen Gebirgskamms, der sich vom Mount William in nördlicher Richtung erstreckt.
Der Falkland Islands Dependencies Survey nahm 1954 Vermessungen und 1955 Vermessungen und die Anfertigung von Luftbildaufnahmen vor. Das UK Antarctic Place-Names Committee benannte den Berg 1957 nach Arthur Lucien Shrewry (1923–unbekannt), der 1955 als Hilfskraft für den Survey auf der Station am Arthur Harbour tätig war.